# Аморос, Жеоржина
Жеоржи́на Аморо́с Сагре́ра (кат. Georgina Amorós Sagrera; род. 30 апреля 1998, Барселона) — испанская актриса. Наиболее известна по роли Кайетаны в сериале «Элита» от Netflix.

## Ранние годы
Жеоржина Аморос Сагрера родилась 30 апреля 1998 года в Барселоне. Она свободно говорит на каталанском, испанском, английском и французском языках.

## Карьера
Аморос впервые снялась для рекламы в возрасте четырёх лет. В 17 лет переехала в Лос-Анджелес, чтобы учиться актёрскому мастерству. С 2017 года она снялась в нескольких сериалах от Netflix, включая сериал «Добро пожаловать в семью», где у неё была роль Алекс. Она также снялась в последнем сезоне телесериала «Визави» в роли Фатимы.
В 2019 году Аморос снялась в телесериале «Элита» сыграв роль Кайетаны. В том же году снялась в фильме Вуди Аллена «Фестиваль Рифкина». Это была её первая англоязычная роль.

## Личная жизнь
В 2019 году Аморос получала угрозы в Твиттере из-за своего персонажа в сериале «Элита», после чего удалила аккаунт.
С конца 2019 года состоит в отношениях с исполнительным продюсером сериала «Элита» Диего Бетанкором.
Аморос является феминисткой и участвует в кампаниях против дискриминации ЛГБТ+. В 2019 году приняла участие в кампании «Por Un Solo Voto», призывая молодых людей в Испании воспользоваться своим голосом на выборах.

## Фильмография
| Год       |     | Русское название                             | Оригинальное название                     | Роль                                     |
| --------- | --- | -------------------------------------------- | ----------------------------------------- | ---------------------------------------- |
| 2004      | ф   | Февраль                                      | Febrer                                    | девушка из парка                         |
| 2005      | тф  | Больше, чем братья                           | Más que hermanos                          | Кристина / исп. Cristina                 |
| 2008      | тф  | Мёртвая рука стучит в дверь                  | Mà morta truca a la porta                 | Нора / кат. Nora                         |
| 2012      | кор | Лемминги                                     | Lemmings                                  | Диана / исп. Diana                       |
| 2013      | кор | Адри                                         | Adri                                      | Адри / исп. Adri                         |
| 2014—2015 | с   | Под подозрением                              | Bajo sospecha                             | Эми / исп. Emi                           |
| 2015      | с   | Красный орёл                                 | Águila Roja                               | Химена / исп. Jimena                     |
| 2013—2015 | с   | Галерея Вельвет                              | Velvet                                    | Ана / исп. Ana                           |
| 2013—2015 | с   | Шесть сестёр                                 | Seis hermanas                             | Лоренса / исп. Lorenza                   |
| 2016      | ф   | Тини: Новая жизнь Виолетты                   | El gran cambio de Violetta                | Элойса Мартинес / исп. Eloisa Martinez   |
| 2017      | ф   | Для вашего блага                             | Es por tu bien                            | Марта / исп. Marta                       |
| 2018—2019 | с   | Визави                                       | Vis a vis                                 | Фатима / исп. Fátima                     |
| 2018—2019 | с   | Добро пожаловать в семью                     | Benvinguts a la família                   | Алекс / кат. Àlex                        |
| 2020      | ф   | Фестиваль Рифкина                            | Rifkin's Festival                         | Делорес / англ. Delores                  |
| 2021      | вс  | Элита. Короткие истории: Гусман, Каэ, Ребека | Elite Short Stories: Guzmán Caye Rebe     | Кайетана Грахера / исп. Cayetana Grajera |
| 2021      | тф  |                                              | Berenàveu a les fosques                   | Монтсеррат / кат. Montserrat             |
| 2021      | вс  | Элита. Короткие истории. Филлип, Каэ, Фелипе | Elite Short Stories: Phillipe Caye Felipe | Кайетана Грахера / исп. Cayetana Grajera |
| 2021      | вс  | Элита. Короткие истории: Самуэль и Омар      | Elite Short Stories: Samuel Omar          | Кайетана Грахера / исп. Cayetana Grajera |
| 2022      | ф   | Код: Император                               | Código Emperador                          | Марта / исп. Marta                       |
| 2019—2022 | вс  | Элита                                        | Élite                                     | Кайетана Грахера / исп. Cayetana Grajera |
| 2023      | с   | Влюбится вновь                               | Todas Las Veces Que Nos Enamoramos        | Ирэн                                     |

### Музыкальные видео
| Год  | Название    | Артист      | Прим. |
| ---- | ----------- | ----------- | ----- |
| 2019 | «Oye Pablo» | Данна Паола | [ 8 ] |
| 2020 | «Contigo»   | Данна Паола | [ 9 ] |